# Унтеренгштрінген
Унтеренгштрінген (нім. Unterengstringen) — громада  в Швейцарії в кантоні Цюрих, округ Дітікон.

## Географія
Громада розташована на відстані близько 95 км на північний схід від Берна, 9 км на північний захід від Цюриха.
Унтеренгштрінген має площу 3,3 км², з яких на 42,6% дозволяється будівництво (житлове та будівництво доріг), 28% використовуються в сільськогосподарських цілях, 25,6% зайнято лісами, 3,9% не є продуктивними (річки, льодовики або гори).

## Демографія
2019 року в громаді мешкало 3934 особи (+16,9% порівняно з 2010 роком), іноземців було 25,8%. Густота населення становила 1178 осіб/км².
За віковим діапазоном населення розподілялося таким чином: 19,2% — особи молодші 20 років, 60,5% — особи у віці 20—64 років, 20,3% — особи у віці 65 років та старші. Було 1720 помешкань (у середньому 2,3 особи в помешканні).
Із загальної кількості 1000 працюючих 11 було зайнятих в первинному секторі, 237 — в обробній промисловості, 752 — в галузі послуг.